# Baile Popular Querube-UNA
Bailes Populares "Querube" es una agrupación costarricense del género Baile Popular,realiza montajes coreográficos en los ritmos de Swing Criollo Costarricense, Salsa, Merengue, Bolero, Danzón, Cha cha chá, Tango, Reguetón, Socca, K-pop, zumba, entre otros.
Además, realiza cuadros teatrales y danzas teatralizadas con temas de amor, desengaño, comedias, terror, etc.
El grupo está integrado por estudiantes de diversas carreras de la Universidad Nacional de Costa Rica y no necesariamente de las escuelas de arte de nuestra institución.
Consta de un elenco formado por 25 personas, entre técnicos, bailarines y bailarinas.
Su director general es el Profesor Gerald Salazar Gómez. también los bailes son de la cultura mexicana que son así

## bailes populares
Los bailes populares son adoptados, asimilados y apropiados por una comunidad, con mucha intensidad, asimilan elementos propios de la idiosincrasia y de la cultura de esa comunidad. Su ejecución suele realizarse, trascendiendo el gusto general, como parte de los ritos y tradiciones comunes y pasan a ser propiedad y símbolo de identidad para ese pueblo teniendo un lugar definido dentro de su esquema de tradiciones.
El reducido porcentaje de las expresiones dancísticas que logran sobrevivir la etapa del entusiasmo colectivo o moda, pero que no llegan a ser asimiladas por la comunidad hasta el grado de simbolizar su identidad, ritualizarse y tradicionalizarse, son los que se denominan Bailes Populares.
Un baile puede ser popular en una región y al mismo tiempo, ser folclórico en otra. Aunque no son parte de la identidad de un pueblo o región, sí representan a una generación o época, regularmente, aquella que lo conoció en su etapa de moda.
Cómo son bailes sociales, se ejecutan ordinariamente en pareja, aunque hay una cantidad considerable de bailes colectivos y, recientemente, han surgido bailes (fundamentalmente urbanos como el break dance, el hip hop o el capoeira) que se ejecutan individualmente, algunos, en un encuentro competitivo donde los bailarines emulan la pelea. A estos bailes también se les suele llamar “Paso”. Esto se debe a que, aunque en su coreografía poseen diversos movimientos, existe uno o algunos movimientos, o “paso(s)” que son los representativos y distintivos.
Existe un matrimonio, pocas veces disoluble, entre la música popular y los bailes populares. La aparición, desarrollo y permanencia de uno está ligada a la aparición, desarrollo y permanencia del otro. El nombre que los identifica, acostumbra aplicarse para ambos, sin distingo: rock&roll, vals, salsa, etc., sin embargo, cabría señalar que esos nombres no se crearon para denominar a uno o a otro, sino para referir el ritmo que sirve como base de ambas expresiones.
Es en ese punto, cuando se puede considerar que ese baile, ya pasó a ser parte de su folclor. Para adentrarse en la apasionante y polémica práctica y enseñanza de los llamados Bailes Populares, hay que acercarse primero a la definición de Cultura Popular.
Según criterio de sociólogos e investigadores, la cultura adquiere el carácter popular a partir del conjunto de patrones culturales y manifestaciones artísticas y literarias creadas o consumidas preferentemente por la masa popular. Si bien es cierto que esto lo determina, también es importante aclarar que esta práctica no necesariamente va ligada a la terminación o elaboración artística que brinda la formación académica.
Es el pueblo dueño, creador, promotor y consumidor de sus expresiones culturales, dado que a lo largo de la historia, y por evidentes razones de supervivencia y medios disponibles, el avance y modificación de la cultura ha sido punta de lanza entre las élites económicas y académicas. A partir del siglo XIX, las referencias de identidad grupal basadas en señas culturales, dan idea de pertenencia a una nación.

## Historia
Bailes Populares , se integra esta agrupación en el mes de marzo de 1996, como parte de los grupos representativos del Departamento de Promoción Estudiantil de la Universidad Nacional de Costa Rica ubicada en la Provincia de Heredia. El objetivo de Querube, es mostrar y enseñar a cabalidad el baile popular que ha tenido gran aceptación en el pueblo costarricense a través de los años.
Su nombre proviene de la siguiente definición: "Ángeles o espíritus celestes característicos por la plenitud de ciencia con que ven y contemplan la belleza divina". Querube, según los expertos, son los ángeles que representan la alegría de la juventud.
En Costa Rica, Querube ha realizado más de 600 presentaciones a lo largo de sus veintitrés años, entre los que se puede destacar, Inauguración del Estadio Nacional, Juegos Deportivos Nacionales, Juegos Deportivos Universitarios, Diversos eventos de la Presidencia de la República, Congresos internacionales en Costa Rica, Congreso de Ballroom y Baile Deportivo, montaje de espectáculo con motivo del concierto de Wisin y Yandel, participación y organización del I Festival Internacional de Baile Popular, en donde participaron los Campeones Mundiales de Salsa Ricardo Murillo y Viviana Vargas de Cali, Colombia, los Campeones de Tango de Argentina y el campeón latinoamericano de salsa por Costa Rica Alberto Salazar, entre otros.

## Director
Gerald Salazar Gómez, nace el 3 de julio de 1975 en San José, Costa Rica. Desde la edad de los 6 años participa como bailarín de comparsas en los Carnavales Costarricenses, específicamente en la Comparsa “Los Manzaneros”, dirigida por su padre Alberto Salazar Artavia (Manzanita). Luego de un impás de 11 años por motivo de sus estudios primarios y secundarios, regresa a las pistas de baile a los 18 años, en el año 1993, donde es llamado a integrar el Grupo de “Bailes Internacionales Costa Rica” donde permanece un año. En el año 1994, es llamado a integrar el “Grupo Coreográfico Carioca”, donde permanece por espacio de un año. En el año 1995, se inicia como instructor de los talleres de baile popular en el Departamento de Promoción Estudiantil de la Universidad Nacional de Costa Rica. En 1996, funda en la misma institución, el Grupo de Baile Popular Querube, debutando el 18 de abril de ese año. En esta agrupación permanece como su director artístico, coreógrafo e investigador.

### Estudios
- Máster en Salud Integral y Movimiento Humano con énfasis en salud. Facultad de Ciencias de la Salud. Escuela Ciencias del Deporte. Universidad Nacional de Costa Rica.
- Composición y Diseños Coreográficos en la Universidad Central “Marta Abreu” de las Villas, Santa Clara de Cuba.
- Bailes Cubanos en la Universidad Central “Marta Abreu” de las Villas, Santa Clara de Cuba.
- Jazz, Danza, Cumbia y Tango en Costa Rica.
- Educación Rural con énfasis en I y II ciclos, Universidad Nacional de Costa Rica.
- Informática Educativa, Universidad Nacional de Costa Rica.

### Publicaciones
Autor del Libro: “El baile y la calidad de vida”, investigación en baile popular publicada en Alemania por la Editorial Académica Española.

### Participaciones como jurado
- Jurado del Festival Nacional Estudiantil de las Artes, Costa Rica 2011.
- Jurado del Festival Mundial de Salsa, Cali, Colombia 2010.
- Jurado del Concurso Nacional de Swing Criollo Costarricense, Costa Rica, 2006.
- Jurado en el Slam Coreográfico Colegial, San José, Costa Rica, 2003.

### Invitaciones
- Profesor del taller de Swing Criollo Costarricense en el Teatro Municipal de Cali, Colombia; con motivo del Festival Mercedes Montaño 2010.
- Coreógrafo en el V Festival Interuniversitario Centroamericano de la Cultura y el Arte (FICCUÁ, 2007) Nicaragua, con el Grupo de Baile Popular “Con Sabor Latino” de la Sede de Pérez Zeledón de la Universidad Nacional. Coreografía “Pobre la María”.
- Profesor invitado para impartir el Curso de Bailes de Salón Costarricenses a los profesores de Danza de la Provincia de Santa Clara, Cuba, 2004.
- Trabajo coreográfico Expo Nuevo Look 2004, modelos empresa Fitz Roy, Hotel San José Palacio, San José, Costa Rica, 2004.
- Coreógrafo invitado en el Centro Educativo Monte Bello, Heredia, Costa Rica, 2004..
- Coreógrafo en el ritmo de Country, Empresa Avon de Costa Rica, 2002.
- Instructor de Baile en el Instituto Centroamericano de Administración de Empresas INCAE, Alajuela, Costa Rica, 2002.
- Bailarín invitado al espectáculo de charlas y coreografías “Del Baile a la Salud”, Academia de Baile Kinesis, Museo Histórico Cultural Juan Santamaría, provincia de Alajuela, Costa Rica, 2000.
- Instructor y Coreógrafo invitado II Encuentro Nacional de Bailarines Populares, Academia de Baile Kinesis, Auditorio Nacional de Costa Rica, 1999.
- Coreógrafo en los ritmos de Salsa y Merengue Academia de Baile Kinesis, 1998, 1999Bailarín y * Coreógrafo del ritmo de Merengue en el Primer Encuentro Nacional de Bailarines Populares, Academia de Baile Kinesis, Museo Histórico Cultural Juan Santamaría, Provincia de Alajuela, Costa Rica, 1998.

### Reconocimientos
- Mención de honor magna cum laude, por la investigación Impacto de un Programa de Baile Popular sobre distintos indicadores de Calidad de Vida y la Percepción del Ambiente Laboral en Funcionarios Universitarios.
- Valioso aporte y colaboración a la Agrupación Marimba UNA, Costa Rica, 2002.

Reconocimiento por el trabajo artístico y de apoyo a los estudiantes de la Universidad Nacional de Costa Rica, 2000 y 2002.
- Reconocimiento por la actividad realizada en representación de la Universidad Nacional en el campo del baile popular costarricense, Heredia, 2001.
- Reconocimiento por participación brillante “Encuentro Cultural Costa Rica-México”, Acapulco, México, 2001.
- Participación destacada Festival Interuniversitario Centroamericano de la Cultura y el Arte FICUA, León, Nicaragua, 1999.
- Egresado Distinguido Colegio Ricardo Fernández Guardia, San José, Costa Rica, 1997.
- Primer y Segundo lugar Carnavales Puntarenas y San José, 1980 y 1981.

### Trabajos Coreográficos con el Grupo Querube
- Productor y Director del I Festival Internacional de Baile Popular, Universidad Nacional, Costa Rica del 9 al 16 de noviembre de 2011.
- “Dedicatorias” XIV Aniversario Grupo Querube Auditorio Clodomiro Picado Universidad Nacional de Costa Rica, 2010.
- "Tributos", XIII Aniversario del Grupo,. 27, 28, 29 de noviembre, 5 y 6 de diciembre de 2009.
- "Cuestión de Movimiento". XII Aniversario del Grupo, Auditorio Clodomiro Picado Universidad Nacional de Costa Rica. 8, 22, 29 y 30 de noviembre de 2008.
- “Ritmos”, Teatro Eugene O’Neill, Centro Cultural Costarricense Norteamericano. San José, Costa Rica, 2007.
- "Nuestra Primera Década, Historia de un Amor" con motivo del X Aniversario del Grupo. Teatro Eugene O’Neill, Centro Cultural Costarricense Norteamericano. San José, Costa Rica, 2006.
- “Recuerdos y Mensajes II” Teatro Eugene O’Neill, Centro Cultural Costarricense Norteamericano. San José, Costa Rica, 2005.
- "Recuerdos y Mensajes”, Teatro Eugene O’Neill, Centro Cultural Costarricense Norteamericano. San José, Costa Rica, 2004..
- “Recopilaciones”, Teatro Eugene O’Neill, Centro Cultural Costarricense Norteamericano. San José, Costa Rica, 2004..
- “Expresiones”, Teatro Popular Melico Salazar. San José, Costa Rica, 2003.
- “Seguimos Bailando”, Teatro Popular Melico Salazar. San José, Costa Rica, 2002.
- “De Costa Rica con Amor”, Teatro 1887. San José, Costa Rica, 2001.
- "Recorrido Coreográfico por la Historia del Baile". Limón, Costa Rica, 2000.
- "Un Recorrido Bailable por el Sabor Latinoamericano”. León, Nicaragua, 1999.
- “I Noche de Bailes Latinos”, Teatro Centro de Arte del CIDEA. Heredia, Costa Rica, 1998
- “II Noche de Bailes Latinos”, Teatro Centro de Arte del CIDEA. Heredia, Costa Rica, 1998.

### Giras Internacionales
- Argentina 2011: XIV Edición Fiesta Provincial del Mate.
- Honduras 2010: Juegos Deportivos Centroamericanos JUDUCA.
- Colombia 2010: Festival Internacional de Danzas Mercedes Montaño en Cali. 53 Aniversario de las Fiestas de San Pedro en La Plata del Huila. Preámbulo al 50 Aniversario del Festival del Bambuco, Gigante del Huila. 50 Aniversario del Festival del Bambuco y Muestra Internacional de Danzas Inés García Durán, Neiva del Huila.
- Nicaragua 2009: Festival Chica CUUN 2009, UNAN León. Espectáculo Tributos.
- Guatemala 2009: VI Festival Interuniversitario Centroamericano de la Cultura y el Arte, FICCUA 2009. Universidad de San Carlos de Guatemala.
- El Salvador 2008: Juegos Deportivos Universitarios de Centroamérica y el Caribe. JUCABE, ODUCC.
- Guatemala 2007: Universidad San Carlos de Guatemala, Olimpiadas Deportivas Estudiantiles.
- Panamá 2007: Invitación a la Universidad de Panamá para la celebración del X Aniversario del Campus Harmodio Arias Madrid.
- Nicaragua 2007: V Festival Interuniversitario Centroamericano de la Cultura y el Arte (FICCUÁ, 2007).
- Panamá 2006: XVI Sesión Ordinaria del Consejo Regional de Vida Estudiantil (CONREVE), Universidad de Chiriquí (UNACHI). Espectáculo Homenaje al Pueblo Panameño.
- Nicaragua 2006, II Encuentro de Intercambio Cultural, Espectáculo de Variedades.
- Guatemala 2005, Feria Landivariana. Espectáculo "Recuerdos y Mensajes II.
- Cuba 2003: "Jornada por la Cultura Cubana", con el espectáculo "Expresiones".Nicaragua 1999: Festival Interuniversitario de la Cultura y el Arte (FICUA), presentado el espectáculo, "Un Recorrido Bailable por el Sabor Latinoamericano.
- Panamá 2003: Invitación especial a la Coronación de la Reina de los Carnavales de Dolega con el espectáculo "Seguimos Bailando".
- México 2001: Gira artística por la República Mexicana, con el espectáculo "De Costa Rica con Amor".
- Panamá 2001: Invitación a los Carnavales de Dolega, Provincia de Chiriquí.
- Panamá 2000: Homenaje al folclorista Franco Poveda.
- Nicaragua 1999: Nuestro grupo fue invitado al Festival Interuniversitario de la Cultura y el Arte (FICUA), el cual se realizó en la ciudad de León. En dicho festival, Querube alternó con grupos de artistas de toda Centroamérica y estuvimos presentado el espectáculo "Un Recorrido Bailable por el Sabor Latinoamericano".

## Representaciones y Giras
En Costa Rica, Querube ha realizado más de 500 presentaciones a lo largo de sus doce años. 
Algunas de sus giras internacionales son:
Argentina 2011: XIV Edición Fiesta Provincial del Mate, visitando las Rosas, Rosario, Villa Eloísa, Carlos Peregirni, Montes de Oca, Cañada de Gómez, El Trébol y Buenos Aires.
Colombia 2010: Festival Internacional de Danzas Mercedes Montaño en Cali. 53 Aniversario de las Fiestas de San Pedro en La Plata del Huila. Preámbulo al 50 Aniversario del Festival del Bambuco, Gigante del Huila. 50 Aniversario del Festival del Bambuco y Muestra Internacional de Danzas Inés García Durán, Neiva del Huila.
Nicaragua 2009: Festival Chica CUUN 2009, UNAN León. Espectáculo Tributos.
Guatemala 2009: VI Festival Interuniversitario Centroamericano de la Cultura y el Arte, FICCUA 2009. Universidad de San Carlos de Guatemala.
Guatemala 2007: Universidad San Carlos de Guatemala, Olimpiadas Deportivas Estudiantiles.
Panamá 2007: Invitación a la Universidad de Panamá para la celebración del X Aniversario del Campus Harmodio Arias Madrid.
Panamá 2006: Invitación como único grupo de la Universidad Nacional a la XVI Sesión Ordinaria del Consejo Regional de Vida Estudiantil (CONREVE), Universidad de Chiriquí (UNACHI).
Nicaragua, 2006: Invitación de la Federación de Estudiantes Universitarios de Centroamérica (FEUCA). Presentaciones artísticas en las ciudades de Managua, Matagalpa y Estelí con motivo del II Encuentro de Intercambio Cultural.
Guatemala, 2005: Invitación a la II Feria de la Salud Landivariana. Capital Guatemalteca.
Panamá 2003: Invitación especial a la Coronación de la Reina de los Carnavales de Dolega; además se realizaron presentaciones en los Carnavales de David con el espectáculo "Seguimos Bailando".
Cuba 2003: La agrupación fue invitada a la "Jornada por la Cultura Cubana", en la cual mostramos el espectáculo "Expresiones". En Cuba, fuimos invitados por la Universidad Central "Marta Abreu" de las Villas, ubicada en Santa Clara; además visitaron las ciudades de Varadero, Cárdenas, Cienfuegos, Remedios y Ciudad de La Habana.
México 2001: Gira artística por la República Mexicana con el espectáculo "De Costa Rica con Amor". En esa nación, Querube realizó presentaciones en el Estado de Guerrero, propiamente en Iguala, Cocula y Acapulco. Asimismo, realizaron un recorrido por la Ciudad de Taxco. También estuvieron mostrando el espectáculo en Tlaxcala y Puebla, pasando luego por la Ciudad de México.
Panamá 2001: Invitación a los Carnavales de Dolega, Provincia de Chiriquí.
Panamá 2000: Gira realizada por invitación del Grupo Juventud Chiricana, para participar como único grupo internacional en el Homenaje al folclorista Franco Poveda.
Nicaragua 1999: Nuestro grupo fue invitado al Festival Interuniversitario de la Cultura y el Arte (FICUA), el cual se realizó en la ciudad de León. En dicho festival, Querube alternó con grupos de artistas de toda Centroamérica y estuvo presentado el espectáculo "Un Recorrido Bailable por el Sabor Latinoamericano".